# Desastres em 2020
Esta página lista os fatos e referências dos desastres que aconteceram durante o ano de 2020.

## Janeiro
- 1 de janeiro - Pelo menos 60 pessoas morrem e mais de 397 mil são deslocadas devido a inundações repentinas em Jacarta, capital da Indonésia.[1]
- 2 de janeiro - Incêndios na Austrália matam cerca de 500 milhões de animais.[2]
- 2 de janeiro - Bombardeio aéreo dos Estados Unidos em Bagdá, Iraque, mata general iraniano Qasem Soleimani e Abu Mahdi al-Muhandis, comandante iraquiano.[3]
- 2 de janeiro - Acidente do Sikorsky UH-60M em Taiwan, um helicóptero Black Hawk do Grupo de Resgate Aéreo da Força Aérea da República da China (ROCAF) caiu no distrito de Wulai em Nova Taipei, Taiwan, enquanto executava uma missão de transporte VIP.[4] O general Shen Yi-ming, chefe do Estado-Maior de Taiwan (CGS), juntamente com outras 7 pessoas a bordo, morreram no acidente.[5]
- 8 de janeiro - Voo Ukraine International Airlines 752 operado por um Boeing 737-800 é acidentalmente atingido por míssil iraniano pouco após decolagem de Teerã, matando todas as 176 pessoas a bordo.[6][7]
- 11 de janeiro - China reporta primeira morte causada por pneumonia viral causada por novo coronavírus.[8]
- 13 de janeiro - Nas Filipinas, vulcão Taal entra em erupção, levando à suspensão de todos os voos no Aeroporto Internacional Ninoy Aquino.[9]
- 17 de janeiro - Uma série de Enchentes e deslizamentos no Sudeste do Brasil como resultado de fortes chuvas, causando grandes danos em municípios do estado do Espírito Santo. Nos dias seguintes, desastres na mesma natureza ocorreram nos estados do Minas Gerais e do Rio de Janeiro. Foram mais de 70 mortos e milhares de desabrigados.[10][11][12][13][14][15][16]
- 20 de janeiro - Na China, novo coronavírus infecta mais de dez mil pessoas, matando mais de 200.[17]
- 24 de janeiro - Sismo em Elaze, Turquia, mata pelo menos 38 pessoas e deixa mais de mil feridas.[18]
- 24 de janeiro - Chuvas em Belo Horizonte e região metropolitana deixam pelo menos 45 mortos, mais de 13 000 desalojados e 3 354 desabrigados.[19]
- 26 de janeiro - Ex-jogador de basquete americano Kobe Bryant, sua filha Gianna e outras sete pessoas morrem em acidente de helicóptero perto de Calabasas, Califórnia.[20]
- 27 de janeiro - Acidente do Northrop Grumman E-11A, um Bombardier Global 6000 E-11A da Força Aérea dos Estados Unidos caiu no Distrito de Dih Yak, província de Gásni, Afeganistão. Duas pessoas morreram a bordo, toda a tripulação de acordo com fontes militares dos EUA. O Talibã afirmou ter derrubado a aeronave.[21]
- 30 de janeiro - Organização Mundial da Saúde declara surto de doença respiratória de novo coronavírus uma "Emergência de Saúde Pública de Âmbito Internacional".[22]

## Fevereiro
- 5 de fevereiro - Pandemia de COVID-19 no navio Diamond Princess, Um total de 3.700 passageiros e tripulantes foram colocados em quarentena pelo Ministério da Saúde, Trabalho e Bem-Estar do Japão, próximo ao Porto de Yokohama.[23][24][25][26][27][28][29][30][31][32][33] Em 18 de fevereiro, haviam 542 casos confirmados.[34]
- 5 de fevereiro - Voo Pegasus Airlines 2193, um Boeing 737-800 saiu da pista após o pouso no Aeroporto Internacional Sabiha Gökçen.[35] O avião caíu em um aterro e se partiu em três, ficando uns 20 metros embaixo do nível da pista de aterragem. No momento do acidente havia uma trovoada no aeroporto com rajadas de vento de 37 nós (68 km/h) e uma visibilidade de 7,000 m.[36]
- 8 de fevereiro - Atentado em Korat, Tailândia, deixa 30 mortos e mais de 50 feridos, tornando-se no tiroteio em massa mais mortal da história do país.[37]
- 19 de fevereiro - Tiroteios em Hanau, Alemanha, deixam pelo menos dez mortos e vários feridos.[38]
- 26 de fevereiro - A pandemia de COVID-19 no Brasil teve início após a confirmação de uma pessoa que retornou da Itália e testou positivo para o SARS-CoV-2, causador da COVID-19.

## Março
- 9 de março - Governo da Itália implementa quarentena nacional em resposta à pandemia de coronavírus no país.[39][40]
- 11 de março - Organização Mundial da Saúde declara como pandemia a doença do surto de novo coronavírus no mundo.[41]
- 12 de março - Mercados de ações globais sofrem seu maior declínio em um único dia desde a segunda-feira negra de 1987.[42]
- 13 de março - Inundações em Díli afetam o centro e o lado leste da capital timorense. Três pessoas ficaram feridas e uma morreu. 200 residentes ficaram desabrigados e tiveram que buscar refúgio em abrigos de emergência. Outros 300 conseguiram deixar as acomodações na segunda-feira e voltar para suas casas. Um total de 10.000 pessoas em 13 sucos foram afetadas pela enchente.[43][44][45]

## Abril
- 6 de abril - Ciclone Harold atinge as Ilhas Salomão, Vanuatu, Fiji e Tonga, matando pelo menos trinta pessoas.[46]
- 13 de abril - Trinta e oito pessoas são mortas durante um surto de tornado no sudeste dos Estados Unidos.[47]
- 19 de abril - Série de ataques na província de Nova Escócia, Canadá, deixa pelo menos dezoito pessoas mortas, tornando-se no ataque mais mortal desse gênero na história do país.[48]
- 28 de abril - Casos confirmados de COVID-19 nos Estados Unidos chegam a 1 milhão.[49]

## Maio
- 4 de maio - Acidente do Embraer EMB 120 Brasilia prefixo 5Y-AXO, um acidente aéreo envolvendo um Embraer EMB 120 da East African Express Airways, que foi supostamente abatido por tropas em terra da Força de Defesa Nacional da Etiópia.[50] Todos os seis ocupantes, incluindo quatro passageiros de folga e dois tripulantes, morreram.[51] O avião levava suprimentos médicos para ajudar na pandemia de COVID-19 na Somália, além de redes mosquiteiras.[52]
- 5 de maio - Lockdown no Brasil em 2020, alguns governadores e prefeitos brasileiros, contrários às políticas adotadas pelo governo Jair Bolsonaro, adotaram orientações da Organização Mundial da Saúde (OMS) para combater a pandemia de COVID-19 no país, causada pelo coronavírus da síndrome respiratória aguda grave 2 (SARS-CoV-2).
- 7 de maio - Vazamento de gás em Andra Pradexe, Índia, mata pelo menos onze pessoas e deixa mais de mil feridas.[53]
- 10 de maio - A fragata Jamaran da Marinha do Irã atinge acidentalmente o navio auxiliar Konarak com um míssil, matando dezenove marinheiros.[54]
- 22 de maio - Airbus A320 da PIA que operava o Voo 8303, cai ao fazer a segunda tentativa de pouso em Carachi, Paquistão, matando noventa e sete pessoas, apenas duas sobrevivem.[55][56]
- 27 de maio - Tempestade tropical Bertha, uma tempestade tropical fora de temporada de curta duração que impactou o estado da Carolina do Sul nos Estados Unidos.[57] A segunda tempestade nomeada e também a segunda tempestade tropical consecutiva fora da temporada, pertencente à temporada de furacões no Atlântico de 2020.
- 28 de maio - Estados Unidos alcançam a marca de 100 mil mortes por COVID-19.[58]
- 29 de maio - Maré negra de Norilsk, um desastre industrial ocorrido no tanque de armazenamento nº 5 da usina termelétrica nº 3 da Norilsk-Taimyr, perto de Norilsk, no norte da Russia, próximo a Sibéria, quando um tanque de armazenamento colapsou após uma série de buracos no fundo do reservatório, causados pela formação de uma corrosão, inundando os rios locais com até 21 mil metros cúbicos de óleo diesel.[59][60]
- 30 de maio - Tempestade tropical Amanda, um ciclone tropical de curta duração mas devastador que causou inundações mortais e deslizamentos de terra na América Central e México. O segundo ciclone tropical e primeira tempestade nomeada da temporada de furacões no Pacífico de 2020, Amanda se moveu da costa da Nicarágua a 26 de maio.[61][62]

## Junho
- 7 de junho - Presidente russo Vladimir Putin declara estado de emergência devido a um derramamento de óleo diesel causado pela ruptura de um tanque perto de Norilsk.[63]
- 11 de junho - Estados Unidos chegam aos dois milhões de casos confirmados de COVID-19.[64]
- 23 de junho - Terremoto atinge o México na região central e sul, com magnitude de 7,5, deixando seis mortos e trinta feridos, tendo seu epicentro no estado de Oaxaca.[65]
- 29 de junho - Ataque à Bolsa de Valores do Paquistão em Carachi deixa oito pessoas mortas e outras sete feridas.[66][67]
- 30 de junho - O ciclone bomba no sul do Brasil foi uma ciclogênese explosiva (ciclone-bomba) que atingiu a região sul do país no dia 30 de junho de 2020. Treze mortes foram confirmadas, sendo onze em Santa Catarina, uma no Rio Grande do Sul e uma no Paraná.[68] Além disso, cerca de 1,9 milhão de consumidores ficaram sem energia elétrica nos três estados.[69][70][71][72][73][74][75]

## Julho
- 2 de julho - Deslizamento de terra em uma mina de jade em Hpakant, Myanmar, mata mais de 170 pessoas e deixa pelo menos outras cem desaparecidas.[76]
- 4 de julho - Inundações em Kyushu, Japão, matam pelo menos 56 pessoas.[77]
- 7 de julho - Ônibus colide com reservatório de água em Anshun, China, matando 21 pessoas e ferindo 16 outras.[78].
- 26 de julho - Uma Série de ataques a terras agrícolas disputadas em Darfur, Sudão, deixa mais de oitenta pessoas mortas e várias aldeias destruídas.[79]
- 31 de julho - Acidente ferroviário de Soure, no concelho de Soure, no distrito de Coimbra, em Portugal. Um comboio Alfa Pendular descarrilou após colidir contra um um veículo de manutenção de via, provocando dois mortos e 44 feridos.[80]

## Agosto
- 3 de agosto - Surto de tornados do furação Isaías, um surto de 36 tornados impactou áreas da Carolina do Sul à Pensilvânia.  O tornado mais significativo do surto foi um grande e intenso tornado EF3 que destruiu um parque de trailers perto de Windsor, Carolina do Norte, matando dois e ferindo 14. Este foi o tornado mais forte a ser gerado por um ciclone tropical desde 2005. No final, o surto matou dois e feriu 26.[81]
- 4 de agosto - Explosões na região portuária de Beirute, Líbano, deixa mais de cem mortos e mais de quatro mil feridos. A causa foi apontada para um armazém contendo nitrato de amônio, gerando energia equivalente a um terremoto de 3,3 na escala de Richter.[82][83]
- 5 de agosto - Número mundial de mortes causadas pela COVID-19 ultrapassa a marca de 700 000.[84]
- 7 de agosto - Cheia de 2020 no Iémen, onde 131 pessoas morreram e 125 ficaram feridas nas províncias do norte, e 106 casas e instalações públicas e privadas foram destruídas e 156 ficaram danificadas.[85][86]
- 7 de agosto - Avião da Air India Express com 191 pessoas a bordo sai da pista em um aeroporto em Querala, Índia, matando pelo menos dezoito pessoas.[87][88][89][90]
- 22 de agosto - Número mundial de mortes causadas pela COVID-19 ultrapassa a marca de 800 000.[91]
- 30 de agosto - Forte sismo atinge o estado da Bahia, deixando mais de 9 famílias desabrigadas e 10 casas danificadas.[92]

## Setembro
- 10 de setembro - Número mundial de mortes causadas pela COVID-19 ultrapassa a marca de 900 000.[93]
- 22 de setembro - Os Estados Unidos superam 200 mil mortes pela COVID-19, com quase 7 milhões de infectados.[94]
- 25 de setembro - Acidente do Antonov An-26 em Chuguiév, um avião de transporte militar An-26Sh caiu durante um voo de treino[95] em Chuguiév, Kharkiv Oblast, na Ucrânia.[96] Das 27 pessoas a bordo, 26 morreram e uma sobreviveu.
- 27 de setembro - Forças Armadas do Azerbaijão e Arménia entram em confronto em Nagorno-Karabakh, instaurando lei marcial e mobilização total na Arménia e na autoproclamada República de Artsakh.[97][98]
- 28 de setembro - Número mundial de mortes causadas pela COVID-19 ultrapassa a marca de 1 000 000.[99][100]

## Outubro
- 14 de outubro - Inundações em Haiderabade, quando fortes chuvas causadas pela Depressão Profunda BOB 02 resultaram em enchentes em muitas áreas de Haiderabade, causando a morte de pelo menos 81 pessoas.[101][102] Em 18 de outubro de 2020, outra circulação ciclônica causou mais inundações em Haiderabade, matando mais duas pessoas.[103]
- 29 de outubro - Ataque a faca na basílica de Notre-Dame de Nice, França, deixa três pessoas mortas.[104][105]
- 30 de outubro - Sismo no mar Egeu mata pelo menos 110 pessoas e deixa mais outras 1 000 feridas.[106]

## Novembro
- 2 de novembro - Ataque à Universidade de Cabul, quando três homens armados invadiram o campus da Universidade de Cabul matando 35 pessoas e ferindo outras 50.[107] Os perpetradores foram mortos posteriormente durante uma luta com as forças de segurança.[108] O Estado Islâmico do Iraque e a província de Levante-Khorasan (ISIL) reivindicaram a responsabilidade pelo ataque.[109]
- 2 de novembro - Tiroteios em Viena, Áustria, matam cinco pessoas e ferem mais de quinze outras.[110]
- 3 de novembro - Furacão Eta atinge a Nicarágua como furacão de categoria 4, matando mais de 200 pessoas.[111]
- 3 de novembro - Atentado no campus da Universidade de Cabul, Afeganistão, mata 35 pessoas e fere 50 outras.[112]
- 25 de novembro - Acidente rodoviário de Taguaí deixou 41 mortos e 10 pessoas feridas, configurando então o acidente rodoviário com maior número de vítimas do ano de 2020 no Brasil até o momento.[113]

## Dezembro
- 2 de dezembro - Reino Unido aprova a vacina BNT162b2 da Pfizer, sendo o primeiro país do mundo a seguir à Rússia a aprovar uma vacina contra a COVID-19.[114]
- 12 de dezembro - Massacre de Toumour, quando o grupo jihadista Boko Haram realizou ataques terroristas em Toumour, Região de Diffa, no Níger. Os atacantes atearam fogo no mercado central e em mil casas. Vários moradores morrem queimados, afogados ou baleados. 34 pessoas foram mortas.[115][116][117]
- 29 de dezembro - Sismo de Petrinja, um forte sismo com magnitude de 6,4 na escala de Richter atingiu a Croácia, aproximadamente 3 quilômetros (1,8 milhas) da cidade de Petrinja.[118] O terremoto foi sentido em todo o norte da Croácia, bem como em grandes partes da Eslovênia, Áustria, Bósnia e Herzegovina, Sérvia, Hungria e Itália. Ao menos sete pessoas morreram e 26 ficaram feridas, incluindo seis feridos graves.[119][120][121][122][123]
- 30 de dezembro - Atentado no Aeroporto de Áden, um ataque terrorista na capital do Iémen. Quando o avião que transportava membros do recém-formado governo iemenita aterrisou e os passageiros desembarcaram, várias explosões começaram e houve um tiroteio, deixando pelo menos 25 pessoas mortas e 110 outras feridas.[124][125]